# 363 v.Chr.

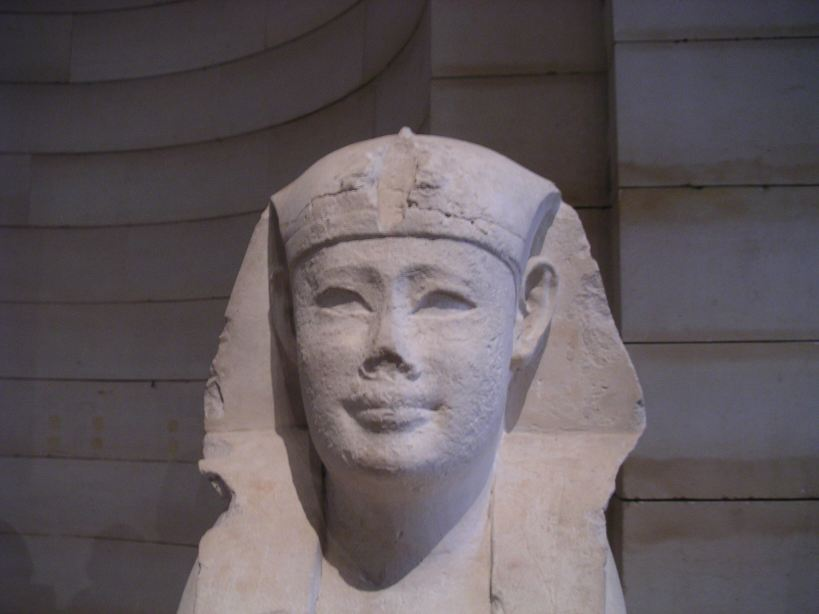
Nectanebo I

Het jaar 363 v.Chr. is een jaartal in de 4e eeuw v.Chr. volgens de christelijke jaartelling.

## Gebeurtenissen

### Europa
- Koningin Marcia (363 - 358 v.Chr.) bestijgt de troon van Brittannië en wordt regentes over haar 7-jarige zoon kroonprins Sisillius II.

### Egypte
- Koning Teos (365 - 360 v.Chr.) de tweede farao van de 30e dynastie van Egypte.

### Griekenland
- De Thebaanse vloot onder Epaminondas blokkeert bij het huidige Istanboel de zeeroute naar de Zwarte Zee.

## Overleden
- Nectanebo I, farao van Egypte